# نبرد المالکیه

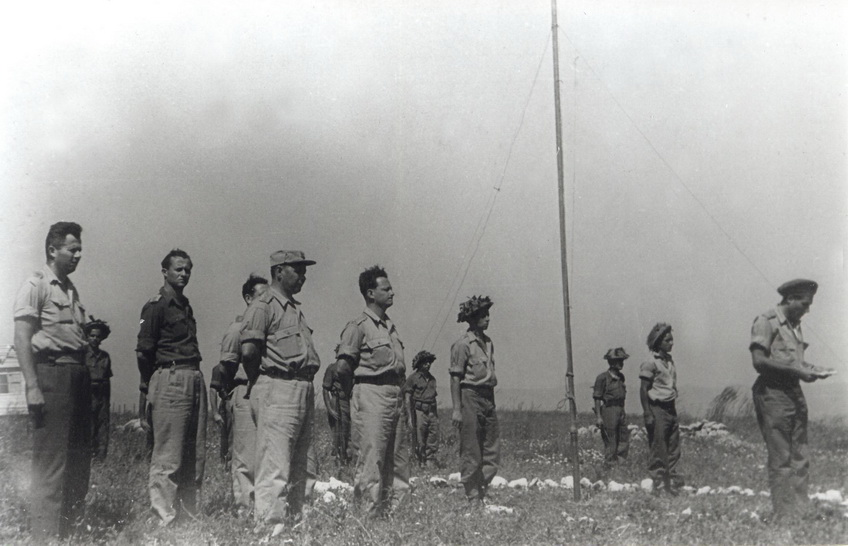

نبرد المالکیه بین ارتش لبنان و نیروهای رژیم صهیونیستی از ۱۵ می تا ۷ ژوئن در چارچوب جنگ سال ۱۹۴۸ در روستای مالکیه در منطقه الجلیلة علیا رخ داد. روستای مالکیه در کوه‌های جلیل علیا در فاصله کمتر از نیم کیلومتری از مرز لبنان قرار داشت. جمعیت این روستا بین ۲۰۰ تا ۳۰۰ نفر بود و اهالی آن به کشت زیتون مشغول بودند.